# 爱之火 (1996年电视剧)
《爱之火》（羅馬化：Plerng Pranang）是一部由桑蒂苏克·普罗姆西里、查麦蓬·贾图拉普特、普丽亚努奇·潘帕杜普领衔主演的泰国古装剧。此剧改编自叻差努帕及克立·巴莫的作品《缅甸失落之城》（以缅甸的最后一位皇后馨部麻茵为原型的小说），1996年5月13日至9月10日每周一至周二在泰国第5电视台播出。